# Fotobranqueamento
O fotobranqueamento, mais conhecido por seu nome em inglês, photobleaching, é a destruição fotoquímica de um fluoróforo. Em microscopia, o fotobranqueamento pode tornar complicada a observação das moléculas fluorescentes, devido que em algum momento podem ser destruidas pela exposição de luz necessária para estimulá-los de modo que produzam fluorescência. Isto é especialmente problemático na microscopia que capta imagens a intervalos de tempo.
Há vários corantes orgânicos no mercado, porém há os pontos quânticos (QD's) como corantes que apresentam vantagens de elevada resistência a fotodegradação quando comparado a maioria dos corantes comerciais.

O processo envolve a diminuição da absorção e da intensidade de fluorescência de determinado fluoróforo. Técnicas como Perda de Fluorescência no Fotobranqueamento (Fluorescence Loss in Photobleaching - FLIP) e Recuperação de Fluorescência após Fotobranqueamento (Fluorescence Recovery after Photobleaching - FRAP) são utilizadas para observar o movimento de substâncias intracelulares.

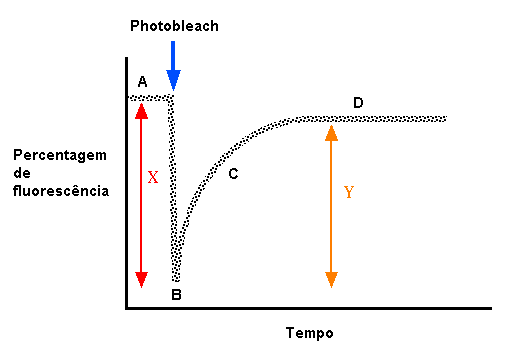
Recuperação de Fluorescência Após Photobleaching - Princípio

O fotobranqueamento é o fenômeno caracterizado pela perda de fluorescência que, em determinadas circunstâncias, permite aceder a informações que de outra forma não seriam possíveis de obter, como a verificação da integridade/continuidade da membrana e a examinação da fluidez na direção lateral, como mostra a figura ao lado.